# Linda Arvidson
Linda Arvidson (San Francisco, 12 luglio 1884 – New York, 26 luglio 1949) è stata un'attrice cinematografica e sceneggiatrice statunitense.

## Biografia
Fu la prima moglie di David Wark Griffith, con cui si sposò il 14 maggio 1906; nel 1912 i due si separarono, divorziando solo il 2 marzo 1936, quando Griffith volle sposarsi con Evelyn Baldwin.
Linda Arvidson, che usava anche il nome di Linda Griffith, fu interprete di molti dei film del marito: fu, per esempio, la protagonista femminile in The Adventures of Dollie, film d'esordio di Griffith come regista, nel ruolo della mamma di Dollie. All'epoca l'attrice aveva al suo attivo una decina di film (tutti diretti da Wallace McCutcheon): aveva 24 anni e da due era sposata con Griffith.
Nel 1925, pubblicò un'autobiografia dal titolo When the Movies Were Young, che venne ripubblicata nel 1968.
William J. Mann la cita in The Biograph Girl, un libro basato sulla storia di Florence Lawrence.

## Filmografia

### Attrice
- Mr. Gay and Mrs. – cortometraggio (1907)
- When Knighthood Was in Flower, regia di Wallace McCutcheon – cortometraggio (1908)
- Classmates, regia di Wallace McCutcheon – cortometraggio (1908)
- The Princess in the Vase, regia di Wallace McCutcheon – cortometraggio (1908)
- King of the Cannibal Islands, regia di Wallace McCutcheon – cortometraggio (1908)
- The King's Messenger, regia di Wallace McCutcheon – cortometraggio (1908)
- When Knights Were Bold, regia di Wallace McCutcheon – cortometraggio (1908)
- At the French Ball, regia di Wallace McCutcheon – cortometraggio (1908)
- At the Crossroads of Life, regia di Wallace McCutcheon Jr. – cortometraggio (1908)
- The Stage Rustler, regia di Wallace McCutcheon – cortometraggio (1908)
- The Adventures of Dollie, regia di David W. Griffith – cortometraggio (1908)
- The Red Man and the Child, regia di David W. Griffith – cortometraggio (1908)
- The Bandit's Waterloo, regia di David W. Griffith – cortometraggio (1908)
- A Calamitous Elopement, regia di David W. Griffith – cortometraggio (1908)
- The Greaser's Gauntlet, regia di David W. Griffith – cortometraggio (1908)
- The Man and the Woman, regia di David W. Griffith – cortometraggio (1908)
- The Fatal Hour, regia di David W. Griffith – cortometraggio (1908)
- Balked at the Altar, regia di David W. Griffith – cortometraggio (1908)
- For a Wife's Honor, regia di David W. Griffith – cortometraggio (1908)
- Betrayed by a Handprint, regia di David W. Griffith – cortometraggio (1908)
- The Red Girl, regia di David W. Griffith – cortometraggio (1908)
- Where the Breakers Roar, regia di David W. Griffith – cortometraggio (1908)
- A Smoked Husband, regia di David W. Griffith – cortometraggio (1908)
- The Stolen Jewels, regia di David W. Griffith – cortometraggio (1908)
- Father Gets in the Game, regia di David W. Griffith – cortometraggio (1908)
- Ingomar, the Barbarian, regia di David W. Griffith – cortometraggio (1908)
- The Vaquero's Vow, regia di David W. Griffith – cortometraggio (1908)
- The Planter's Wife, regia di David W. Griffith – cortometraggio (1908)
- Concealing a Burglar, regia di David W. Griffith – cortometraggio (1908)
- After Many Years, regia di David W. Griffith – cortometraggio (1908)
- The Pirate's Gold, regia di David W. Griffith – cortometraggio (1908)
- The Taming of the Shrew, regia di David W. Griffith – cortometraggio (1908)
- The Song of the Shirt, regia di David W. Griffith – cortometraggio (1908)
- A Woman's Way, regia di David W. Griffith – cortometraggio (1908)
- The Clubman and the Tramp, regia di David W. Griffith – cortometraggio (1908)
- The Feud and the Turkey, regia di David W. Griffith – cortometraggio (1908)
- The Test of Friendship, regia di David W. Griffith – cortometraggio (1908)
- An Awful Moment, regia di David W. Griffith – cortometraggio (1908)
- The Helping Hand, regia di David W. Griffith – cortometraggio (1908)
- The Heart of an Outlaw, regia di David W. Griffith – cortometraggio (1909)
- One Touch of Nature, regia di David W. Griffith – cortometraggio (1909)
- Mrs. Jones Entertains, regia di David W. Griffith – cortometraggio (1909)
- Love Finds a Way, regia di David W. Griffith – cortometraggio (1909)
- The Sacrifice, regia di David W. Griffith – cortometraggio (1909)
- A Rural Elopement, regia di David W. Griffith – cortometraggio (1909)
- Those Boys!, regia di David W. Griffith – cortometraggio (1909)
- The Criminal Hypnotist, regia di David W. Griffith – cortometraggio (1909)
- The Fascinating Mrs. Francis, regia di David W. Griffith – cortometraggio (1909)
- Mr. Jones Has a Card Party, regia di David W. Griffith – cortometraggio (1909)
- Those Awful Hats, regia di David W. Griffith – cortometraggio (1909)
- The Welcome Burglar, regia di David W. Griffith – cortometraggio (1909)
- The Cord of Life, regia di David W. Griffith – cortometraggio (1909)
- Edgar Allan Poe, regia di David W. Griffith – cortometraggio (1909)
- A Wreath in Time, regia di David W. Griffith – cortometraggio (1909)
- Tragic Love, regia di David W. Griffith – cortometraggio (1909)
- The Curtain Pole, regia di David W. Griffith – cortometraggio (1909)
- His Ward's Love, regia di David W. Griffith – cortometraggio (1909)
- The Joneses Have Amateur Theatricals, regia di David W. Griffith – cortometraggio (1909)
- The Politician's Love Story, regia di David W. Griffith – cortometraggio (1909)
- The Golden Louis, regia di David W. Griffith – cortometraggio (1909)
- At the Altar, regia di David W. Griffith – cortometraggio (1909)
- His Wife's Mother, regia di David W. Griffith – cortometraggio (1909)
- A Fool's Revenge, regia di David W. Griffith – cortometraggio (1909)
- The Roue's Heart, regia di David W. Griffith – cortometraggio (1909)
- The Salvation Army Lass, regia di David W. Griffith – cortometraggio (1909)
- The Lure of the Gown, regia di David W. Griffith – cortometraggio (1909)
- I Did It, regia di David W. Griffith – cortometraggio (1909)
- The Voice of the Violin, regia di David W. Griffith – cortometraggio (1909)
- The Deception, regia di David W. Griffith – cortometraggio (1909)
- The Medicine Bottle, regia di David W. Griffith – cortometraggio (1909)
- Jones and His New Neighbors, regia di David W. Griffith – cortometraggio (1909)
- A Drunkard's Reformation, regia di David W. Griffith – cortometraggio (1909)
- The Winning Coat, regia di David W. Griffith – cortometraggio (1909)
- Confidence, regia di David W. Griffith – cortometraggio (1909)
- The Drive for a Life, regia di David W. Griffith – cortometraggio (1909)
- Twin Brothers, regia di David W. Griffith – cortometraggio (1909)
- Lucky Jim, regia di David W. Griffith – cortometraggio (1909)
- Tis an Ill Wind That Blows No Good, regia di David W. Griffith – cortometraggio (1909)
- The Eavesdropper, regia di David W. Griffith – cortometraggio (1909)
- The French Duel, regia di David W. Griffith – cortometraggio (1909)
- Jones and the Lady Book Agent, regia di David W. Griffith – cortometraggio (1909)
- A Baby's Shoe, regia di David W. Griffith – cortometraggio (1909)
- The Jilt, regia di David W. Griffith – cortometraggio (1909)
- Resurrection, regia di David W. Griffith – cortometraggio (1909)
- The Cricket on the Hearth, regia di David W. Griffith – cortometraggio (1909)
- The Faded Lilies, regia di David W. Griffith – cortometraggio (1909)
- Her First Biscuits, regia di David W. Griffith – cortometraggio (1909)
- The Peachbasket Hat, regia di David W. Griffith – cortometraggio (1909)
- The Cardinal's Conspiracy, regia di David W. Griffith – cortometraggio (1909)
- A Convict's Sacrifice, regia di David W. Griffith – cortometraggio (1909)
- The Mills of the Gods, regia di David W. Griffith – cortometraggio (1909)
- Pranks, regia di David W. Griffith – cortometraggio (1909)
- The Sealed Room, regia di David W. Griffith – cortometraggio (1909)
- The Hessian Renegades, regia di David W. Griffith – cortometraggio (1909)
- Comata, the Sioux, regia di David W. Griffith – cortometraggio (1909)
- The Children's Friend, regia di David W. Griffith – cortometraggio (1909)
- In Old Kentucky, regia di David W. Griffith – cortometraggio (1909)
- Leather Stocking, regia di David W. Griffith – cortometraggio (1909)
- Wanted, a Child, regia di David W. Griffith – cortometraggio (1909)
- Pippa Passes o The Song of Conscience, regia di David W. Griffith – cortometraggio (1909)
- Lines of White on a Sullen Sea, regia di David W. Griffith – cortometraggio (1909)
- The Restoration, regia di David W. Griffith – cortometraggio (1909)
- The Death Disc: A Story of the Cromwellian Period, regia di David W. Griffith – cortometraggio (1909)
- Through the Breakers, regia di David W. Griffith – cortometraggio (1909)
- A Corner in Wheat, regia di David W. Griffith – cortometraggio (1909)
- In a Hempen Bag, regia di David W. Griffith – cortometraggio (1909)
- To Save Her Soul, regia di David W. Griffith – cortometraggio (1909)
- The Day After, regia di David W. Griffith – cortometraggio (1909)
- The Rocky Road, regia di David W. Griffith – cortometraggio (1910)
- The Dancing Girl of Butte, regia di David W. Griffith – cortometraggio (1910)
- The Honor of His Family, regia di David W. Griffith – cortometraggio (1910)
- The Last Deal, regia di David W. Griffith – cortometraggio (1910)
- The Cloister's Touch, regia di David W. Griffith – cortometraggio (1910)
- The Woman from Mellon's, regia di David W. Griffith – cortometraggio (1910)
- The Duke's Plan, regia di David W. Griffith – cortometraggio (1910)
- The Englishman and the Girl, regia di David W. Griffith – cortometraggio (1910)
- The Thread of Destiny, regia di David W. Griffith – cortometraggio (1910)
- The Converts, regia di David W. Griffith – cortometraggio (1910)
- Gold Is Not All, regia di David W. Griffith – cortometraggio (1910)
- The Two Brothers, regia di David W. Griffith – cortometraggio (1910)
- Thou Shalt Not, regia di David W. Griffith – cortometraggio (1910)
- The Way of the World, regia di David W. Griffith – cortometraggio (1910)
- The Gold Seekers, regia di David W. Griffith – cortometraggio (1910)
- The Unchanging Sea, regia di David W. Griffith – cortometraggio (1910)
- The Face at the Window, regia di David W. Griffith – cortometraggio (1910)
- A Midnight Cupid, regia di David W. Griffith – cortometraggio (1910)
- The Call to Arms, regia di David W. Griffith (1910)
- A Salutary Lesson, regia di David W. Griffith – cortometraggio (1910)
- The Usurer, regia di David W. Griffith – cortometraggio (1910)
- In Life's Cycle, regia di David W. Griffith – cortometraggio (1910)
- A Lucky Toothache, regia di David W. Griffith – cortometraggio (1910)
- The Broken Doll, regia di David W. Griffith – cortometraggio (1910)
- A Child's Stratagem, regia di David W. Griffith – cortometraggio (1910)
- White Roses, regia di David W. Griffith – cortometraggio (1910)
- The Two Paths, regia di David W. Griffith – cortometraggio (1911)
- His Trust, regia di David W. Griffith – cortometraggio (1911)
- His Trust Fulfilled, regia di David W. Griffith – cortometraggio (1911)
- Fate's Turning, regia di David W. Griffith – cortometraggio (1911)
- Heart Beats of Long Ago, regia di David W. Griffith – cortometraggio (1911)
- Fisher Folks, regia di David W. Griffith – cortometraggio (1911)
- His Daughter, regia di David W. Griffith – cortometraggio (1911)
- In the Days of '49, regia di David W. Griffith – cortometraggio (1911)
- Enoch Arden: Part I, regia di David W. Griffith – cortometraggio (1911)
- Enoch Arden: Part II, regia di David W. Griffith – cortometraggio (1911)
- The Last Drop of Water, regia di David W. Griffith – cortometraggio (1911)
- Cuore d'avaro (The Miser's Heart), regia di David W. Griffith – cortometraggio (1911)
- A String of Pearls, regia di D.W. Griffith – cortometraggio (1912)
- A Close Call, regia di Mack Sennett – cortometraggio (1912)
- A Child's Remorse, regia di David W. Griffith – cortometraggio (1912)
- When Love Grows Up, regia di David Miles – cortometraggio (1912)
- Out of the Darkness, regia di David Miles – cortometraggio (1913)
- The Scarlet Letter, regia di David Miles – cortometraggio (1913)
- Mixed Signals, regia di David Miles – cortometraggio (1913)
- Mission Bells, regia di David Miles  – cortometraggio (1913)
- Everyman, regia di David Miles – cortometraggio (1914)
- A Fair Rebel, regia di Frank Powell – cortometraggio (1914)
- The Wife, regia di David Miles – cortometraggio (1914)
- The War of Wealth – cortometraggio (1914)
- The Gambler of the West (1915)
- The Indian (1916)
- The Stampede (1916)
- Beverly of Graustark (1916)
- The Charity, regia di Frank Powell (1916)

### Sceneggiatrice
- How She Triumphed, regia di David W. Griffith – cortometraggio (1911)
- Enoch Arden: Part I, regia di David W. Griffith – cortometraggio (1911)
- Enoch Arden: Part II, regia di David W. Griffith – cortometraggio (1911)
- A Blot on the 'Scutcheon, regia di D.W. Griffith – cortometraggio (1912)
- Charity – cortometraggio (1916)